# Liste der Nummer-eins-Hits in den britischen Charts (1994)
Dies ist eine Liste der Nummer-eins-Hits in den britischen Charts im Jahr 1994. Sie basiert auf den Official Singles Chart Top 100 und den Albums Chart Top 100, die vom Chart Information Network ermittelt wurden. Es gab in diesem Jahr 16 Nummer-eins-Singles und 28 Nummer-eins-Alben.

## Singles
| ← 1993 ← | Liste der Nummer-eins-Hits in den britischen Charts | Liste der Nummer-eins-Hits in den britischen Charts | Liste der Nummer-eins-Hits in den britischen Charts | 1995 →                    |
| \| Zeitraum \| Wo. ges. \| Interpret \| Titel Autor(en) \| Zusätzliche Informationen \| \| (Zeitraum, Wochen auf Platz eins, Interpret, Titel, Autor[en], zusätzliche Informationen) \| \| \| \| \| \| ----------------------------------------------------------------------------------------- \| -------- \| ---------------------------------------------- \| ------------------------------------ \| ------------------------- \| \| 19. Dezember 1993 – 1. Januar 1994 2 Wochen (insgesamt 3) \| 3 \| Mr. Blobby \| Mr. Blobby \| – \| \| 2. Januar 1994 – 15. Januar 1994 2 Wochen \| 2 \| Chaka Demus & Pliers & Jack Radics & Taxi Gang \| Twist and Shout \| – \| \| 16. Januar 1994 – 12. Februar 1994 4 Wochen \| 4 \| D:Ream \| Things Can Only Get Better \| – \| \| 13. Februar 1994 – 12. März 1994 4 Wochen \| 4 \| Mariah Carey \| Without You \| – \| \| 13. März 1994 – 2. April 1994 3 Wochen \| 3 \| Doop \| Doop \| – \| \| 3. April 1994 – 16. April 1994 2 Wochen \| 2 \| Take That \| Everything Changes \| – \| \| 17. April 1994 – 30. April 1994 2 Wochen \| 2 \| Prince \| The Most Beautiful Girl in the World \| – \| \| 1. Mai 1994 – 7. Mai 1994 1 Woche \| 1 \| Tony Di Bart \| The Real Thing (If I Can’t Have You) \| – \| \| 8. Mai 1994 – 14. Mai 1994 1 Woche \| 1 \| Stiltskin \| Inside \| – \| \| 15. Mai 1994 – 28. Mai 1994 2 Wochen \| 2 \| Manchester United Football Squad \| Come On You Reds \| – \| \| 29. Mai 1994 – 10. September 1994 15 Wochen \| 15 \| Wet Wet Wet \| Love Is All Around \| – \| \| 11. September 1994 – 8. Oktober 1994 4 Wochen \| 4 \| Whigfield \| Saturday Night \| – \| \| 9. Oktober 1994 – 22. Oktober 1994 2 Wochen \| 2 \| Take That \| Sure \| – \| \| 23. Oktober 1994 – 19. November 1994 4 Wochen \| 4 \| Pato Banton \| Baby Come Back \| – \| \| 20. November 1994 – 3. Dezember 1994 2 Wochen \| 2 \| Baby D \| Let Me Be Your Fantasy \| – \| \| 4. Dezember 1994 – 7. Januar 1995 5 Wochen \| 5 \| East 17 \| Stay Another Day \| – \| |                                                     |                                                     |                                                     |                           |
| ← 1993 |                                                     |                                                     |                                                     | → 1995 →                  |
| Zeitraum | Wo. ges.                                            | Interpret                                           | Titel Autor(en)                                     | Zusätzliche Informationen |
| (Zeitraum, Wochen auf Platz eins, Interpret, Titel, Autor[en], zusätzliche Informationen) |                                                     |                                                     |                                                     |                           |
| 19. Dezember 1993 – 1. Januar 1994 2 Wochen (insgesamt 3) | 3                                                   | Mr. Blobby                                          | Mr. Blobby                                          | –                         |
| 2. Januar 1994 – 15. Januar 1994 2 Wochen | 2                                                   | Chaka Demus & Pliers & Jack Radics & Taxi Gang      | Twist and Shout                                     | –                         |
| 16. Januar 1994 – 12. Februar 1994 4 Wochen | 4                                                   | D:Ream                                              | Things Can Only Get Better                          | –                         |
| 13. Februar 1994 – 12. März 1994 4 Wochen | 4                                                   | Mariah Carey                                        | Without You                                         | –                         |
| 13. März 1994 – 2. April 1994 3 Wochen | 3                                                   | Doop                                                | Doop                                                | –                         |
| 3. April 1994 – 16. April 1994 2 Wochen | 2                                                   | Take That                                           | Everything Changes                                  | –                         |
| 17. April 1994 – 30. April 1994 2 Wochen | 2                                                   | Prince                                              | The Most Beautiful Girl in the World                | –                         |
| 1. Mai 1994 – 7. Mai 1994 1 Woche | 1                                                   | Tony Di Bart                                        | The Real Thing (If I Can’t Have You)                | –                         |
| 8. Mai 1994 – 14. Mai 1994 1 Woche | 1                                                   | Stiltskin                                           | Inside                                              | –                         |
| 15. Mai 1994 – 28. Mai 1994 2 Wochen | 2                                                   | Manchester United Football Squad                    | Come On You Reds                                    | –                         |
| 29. Mai 1994 – 10. September 1994 15 Wochen | 15                                                  | Wet Wet Wet                                         | Love Is All Around                                  | –                         |
| 11. September 1994 – 8. Oktober 1994 4 Wochen | 4                                                   | Whigfield                                           | Saturday Night                                      | –                         |
| 9. Oktober 1994 – 22. Oktober 1994 2 Wochen | 2                                                   | Take That                                           | Sure                                                | –                         |
| 23. Oktober 1994 – 19. November 1994 4 Wochen | 4                                                   | Pato Banton                                         | Baby Come Back                                      | –                         |
| 20. November 1994 – 3. Dezember 1994 2 Wochen | 2                                                   | Baby D                                              | Let Me Be Your Fantasy                              | –                         |
| 4. Dezember 1994 – 7. Januar 1995 5 Wochen | 5                                                   | East 17                                             | Stay Another Day                                    | –                         |

## Alben
| ← 1993 ← | Liste der Nummer-eins-Hits in den britischen Charts | Liste der Nummer-eins-Hits in den britischen Charts      | Liste der Nummer-eins-Hits in den britischen Charts | 1995 →                    |
| \| Zeitraum \| Wo. ges. \| Interpret \| Titel \| Zusätzliche Informationen \| \| (Zeitraum, Wochen auf Platz eins, Interpret, Titel, zusätzliche Informationen) \| \| \| \| \| \| ------------------------------------------------------------------------------ \| -------- \| -------------------------------------------------------- \| -------------------------------------------- \| ------------------------- \| \| 26. Dezember 1993 – 1. Januar 1994 1 Woche (insgesamt 2) \| 2 \| Diana Ross \| One Woman - The Ultimate Collection \| – \| \| 2. Januar 1994 – 8. Januar 1994 1 Woche (insgesamt 2) \| 2 \| Take That \| Everything Changes \| – \| \| 9. Januar 1994 – 15. Januar 1994 1 Woche (insgesamt 2) \| 2 \| Diana Ross \| One Woman - The Ultimate Collection \| – \| \| 16. Januar 1994 – 5. Februar 1994 3 Wochen \| 3 \| Chaka Demus & Pliers \| Tease Me \| – \| \| 6. Februar 1994 – 12. Februar 1994 1 Woche \| 1 \| Tori Amos \| Under the Pink \| – \| \| 13. Februar 1994 – 19. Februar 1994 1 Woche \| 1 \| Enigma \| The Cross of Changes \| – \| \| 20. Februar 1994 – 19. März 1994 4 Wochen (insgesamt 6) \| 6 \| Mariah Carey \| Music Box \| – \| \| 20. März 1994 – 26. März 1994 1 Woche \| 1 \| Morrissey \| Vauxhall and I \| – \| \| 27. März 1994 – 2. April 1994 1 Woche (insgesamt 6) \| 6 \| Mariah Carey \| Music Box \| – \| \| 3. April 1994 – 30. April 1994 4 Wochen \| 4 \| Pink Floyd \| The Division Bell \| – \| \| 1. Mai 1994 – 7. Mai 1994 1 Woche \| 1 \| Blur \| Parklife \| – \| \| 8. Mai 1994 – 21. Mai 1994 2 Wochen \| 2 \| Deacon Blue \| Our Town - The Greatest Hits of Deacon Blue \| – \| \| 22. Mai 1994 – 28. Mai 1994 1 Woche \| 1 \| Erasure \| I Say I Say I Say \| – \| \| 29. Mai 1994 – 11. Juni 1994 2 Wochen \| 2 \| Seal \| Seal 2 \| – \| \| 12. Juni 1994 – 18. Juni 1994 1 Woche \| 1 \| 2 Unlimited \| Real Things \| – \| \| 19. Juni 1994 – 25. Juni 1994 1 Woche \| 1 \| The Cranberries \| Everybody Else Is Doing It, So Why Can’t We? \| – \| \| 26. Juni 1994 – 9. Juli 1994 2 Wochen \| 2 \| Ace of Base \| Happy Nation \| – \| \| 10. Juli 1994 – 16. Juli 1994 1 Woche \| 1 \| The Prodigy \| Music for the Jilted Generation \| – \| \| 17. Juli 1994 – 23. Juli 1994 1 Woche \| 1 \| The Rolling Stones \| Voodoo Lounge \| – \| \| 24. Juli 1994 – 20. August 1994 4 Wochen (insgesamt 5) \| 5 \| Wet Wet Wet \| End of Part One (Their Greatest Hits) \| – \| \| 21. August 1994 – 27. August 1994 1 Woche \| 1 \| Prince \| Come \| – \| \| 28. August 1994 – 3. September 1994 1 Woche (insgesamt 5) \| 5 \| Wet Wet Wet \| End of Part One (Their Greatest Hits) \| – \| \| 4. September 1994 – 10. September 1994 1 Woche (insgesamt 2) \| 2 \| Oasis \| Definitely Maybe \| – \| \| 11. September 1994 – 17. September 1994 1 Woche \| 1 \| The Three Tenors with Orchestra conducted by Zubin Mehta \| The Three Tenors in Concert 1994 \| – \| \| 18. September 1994 – 24. September 1994 1 Woche \| 1 \| Eric Clapton \| From the Cradle \| – \| \| 25. September 1994 – 1. Oktober 1994 1 Woche \| 1 \| Luther Vandross \| Songs \| – \| \| 2. Oktober 1994 – 15. Oktober 1994 2 Wochen \| 2 \| R.E.M. \| Monster \| – \| \| 16. Oktober 1994 – 5. November 1994 3 Wochen (insgesamt 5) \| 5 \| Bon Jovi \| Cross Road – The Best Of \| – \| \| 6. November 1994 – 12. November 1994 1 Woche \| 1 \| Nirvana \| MTV Unplugged in New York \| – \| \| 13. November 1994 – 26. November 1994 2 Wochen (insgesamt 5) \| 5 \| Bon Jovi \| Cross Road - The Best Of \| – \| \| 27. November 1994 – 3. Dezember 1994 1 Woche (insgesamt 7) \| 7 \| The Beautiful South \| Carry On up the Charts - The Best Of \| – \| \| 4. Dezember 1994 – 10. Dezember 1994 1 Woche \| 1 \| The Beatles \| Live at the BBC \| – \| \| 11. Dezember 1994 – 21. Januar 1995 6 Wochen (insgesamt 7) \| 7 \| The Beautiful South \| Carry On Up the Charts - The Best Of \| – \| |                                                     |                                                          |                                                     |                           |
| ← 1993 |                                                     |                                                          |                                                     | → 1995 →                  |
| Zeitraum | Wo. ges.                                            | Interpret                                                | Titel                                               | Zusätzliche Informationen |
| (Zeitraum, Wochen auf Platz eins, Interpret, Titel, zusätzliche Informationen) |                                                     |                                                          |                                                     |                           |
| 26. Dezember 1993 – 1. Januar 1994 1 Woche (insgesamt 2) | 2                                                   | Diana Ross                                               | One Woman - The Ultimate Collection                 | –                         |
| 2. Januar 1994 – 8. Januar 1994 1 Woche (insgesamt 2) | 2                                                   | Take That                                                | Everything Changes                                  | –                         |
| 9. Januar 1994 – 15. Januar 1994 1 Woche (insgesamt 2) | 2                                                   | Diana Ross                                               | One Woman - The Ultimate Collection                 | –                         |
| 16. Januar 1994 – 5. Februar 1994 3 Wochen | 3                                                   | Chaka Demus & Pliers                                     | Tease Me                                            | –                         |
| 6. Februar 1994 – 12. Februar 1994 1 Woche | 1                                                   | Tori Amos                                                | Under the Pink                                      | –                         |
| 13. Februar 1994 – 19. Februar 1994 1 Woche | 1                                                   | Enigma                                                   | The Cross of Changes                                | –                         |
| 20. Februar 1994 – 19. März 1994 4 Wochen (insgesamt 6) | 6                                                   | Mariah Carey                                             | Music Box                                           | –                         |
| 20. März 1994 – 26. März 1994 1 Woche | 1                                                   | Morrissey                                                | Vauxhall and I                                      | –                         |
| 27. März 1994 – 2. April 1994 1 Woche (insgesamt 6) | 6                                                   | Mariah Carey                                             | Music Box                                           | –                         |
| 3. April 1994 – 30. April 1994 4 Wochen | 4                                                   | Pink Floyd                                               | The Division Bell                                   | –                         |
| 1. Mai 1994 – 7. Mai 1994 1 Woche | 1                                                   | Blur                                                     | Parklife                                            | –                         |
| 8. Mai 1994 – 21. Mai 1994 2 Wochen | 2                                                   | Deacon Blue                                              | Our Town - The Greatest Hits of Deacon Blue         | –                         |
| 22. Mai 1994 – 28. Mai 1994 1 Woche | 1                                                   | Erasure                                                  | I Say I Say I Say                                   | –                         |
| 29. Mai 1994 – 11. Juni 1994 2 Wochen | 2                                                   | Seal                                                     | Seal 2                                              | –                         |
| 12. Juni 1994 – 18. Juni 1994 1 Woche | 1                                                   | 2 Unlimited                                              | Real Things                                         | –                         |
| 19. Juni 1994 – 25. Juni 1994 1 Woche | 1                                                   | The Cranberries                                          | Everybody Else Is Doing It, So Why Can’t We?        | –                         |
| 26. Juni 1994 – 9. Juli 1994 2 Wochen | 2                                                   | Ace of Base                                              | Happy Nation                                        | –                         |
| 10. Juli 1994 – 16. Juli 1994 1 Woche | 1                                                   | The Prodigy                                              | Music for the Jilted Generation                     | –                         |
| 17. Juli 1994 – 23. Juli 1994 1 Woche | 1                                                   | The Rolling Stones                                       | Voodoo Lounge                                       | –                         |
| 24. Juli 1994 – 20. August 1994 4 Wochen (insgesamt 5) | 5                                                   | Wet Wet Wet                                              | End of Part One (Their Greatest Hits)               | –                         |
| 21. August 1994 – 27. August 1994 1 Woche | 1                                                   | Prince                                                   | Come                                                | –                         |
| 28. August 1994 – 3. September 1994 1 Woche (insgesamt 5) | 5                                                   | Wet Wet Wet                                              | End of Part One (Their Greatest Hits)               | –                         |
| 4. September 1994 – 10. September 1994 1 Woche (insgesamt 2) | 2                                                   | Oasis                                                    | Definitely Maybe                                    | –                         |
| 11. September 1994 – 17. September 1994 1 Woche | 1                                                   | The Three Tenors with Orchestra conducted by Zubin Mehta | The Three Tenors in Concert 1994                    | –                         |
| 18. September 1994 – 24. September 1994 1 Woche | 1                                                   | Eric Clapton                                             | From the Cradle                                     | –                         |
| 25. September 1994 – 1. Oktober 1994 1 Woche | 1                                                   | Luther Vandross                                          | Songs                                               | –                         |
| 2. Oktober 1994 – 15. Oktober 1994 2 Wochen | 2                                                   | R.E.M.                                                   | Monster                                             | –                         |
| 16. Oktober 1994 – 5. November 1994 3 Wochen (insgesamt 5) | 5                                                   | Bon Jovi                                                 | Cross Road – The Best Of                            | –                         |
| 6. November 1994 – 12. November 1994 1 Woche | 1                                                   | Nirvana                                                  | MTV Unplugged in New York                           | –                         |
| 13. November 1994 – 26. November 1994 2 Wochen (insgesamt 5) | 5                                                   | Bon Jovi                                                 | Cross Road - The Best Of                            | –                         |
| 27. November 1994 – 3. Dezember 1994 1 Woche (insgesamt 7) | 7                                                   | The Beautiful South                                      | Carry On up the Charts - The Best Of                | –                         |
| 4. Dezember 1994 – 10. Dezember 1994 1 Woche | 1                                                   | The Beatles                                              | Live at the BBC                                     | –                         |
| 11. Dezember 1994 – 21. Januar 1995 6 Wochen (insgesamt 7) | 7                                                   | The Beautiful South                                      | Carry On Up the Charts - The Best Of                | –                         |

Die Angaben basieren auf den offiziellen Verkaufshitparaden des Chart Information Networks für das Vereinigte Königreich. Die Datumsangaben beziehen sich auf das Gültigkeitsdatum der Charts, also jeweils die auf die Verkaufswoche folgende Woche.

## Jahreshitparaden
| ← 1993 ← | Liste der Nummer-eins-Hits in den britischen Charts | Liste der Nummer-eins-Hits in den britischen Charts                                       | Liste der Nummer-eins-Hits in den britischen Charts | 1995 →   |
| \| Singles \| Position# \| Alben \| \| --------------------------------- \| --------- \| ----------------------------------------------------------------------------------------- \| \| Love Is All Around Wet Wet Wet \| 1 \| Cross Road – The Best Of Bon Jovi \| \| Saturday Night Whigfield \| 2 \| Carry On up the Charts - The Best Of The Beautiful South \| \| Baby Come Back Pato Banton \| 3 \| Music Box Mariah Carey \| \| Stay Another Day East 17 \| 4 \| Always and Forever Eternal \| \| I Swear All-4-One \| 5 \| End of Part One (Their Greatest Hits) Wet Wet Wet \| \| Without You Mariah Carey \| 6 \| Monster R.E.M. \| \| Always Bon Jovi \| 7 \| The Division Bell Pink Floyd \| \| Crazy for You Let Loose \| 8 \| Parklife Blur \| \| Things Can Only Get Better D:Ream \| 9 \| Live at the BBC The Beatles \| \| The Sign Ace of Base \| 10 \| The Three Tenors in Concert 1994 The Three Tenors with Orchestra conducted by Zubin Mehta \| |                                                     |                                                                                           |                                                     |          |
| ← 1993 |                                                     |                                                                                           |                                                     | → 1995 → |
| Singles | Position#                                           | Alben                                                                                     |                                                     |          |
| Love Is All Around Wet Wet Wet | 1                                                   | Cross Road – The Best Of Bon Jovi                                                         |                                                     |          |
| Saturday Night Whigfield | 2                                                   | Carry On up the Charts - The Best Of The Beautiful South                                  |                                                     |          |
| Baby Come Back Pato Banton | 3                                                   | Music Box Mariah Carey                                                                    |                                                     |          |
| Stay Another Day East 17 | 4                                                   | Always and Forever Eternal                                                                |                                                     |          |
| I Swear All-4-One | 5                                                   | End of Part One (Their Greatest Hits) Wet Wet Wet                                         |                                                     |          |
| Without You Mariah Carey | 6                                                   | Monster R.E.M.                                                                            |                                                     |          |
| Always Bon Jovi | 7                                                   | The Division Bell Pink Floyd                                                              |                                                     |          |
| Crazy for You Let Loose | 8                                                   | Parklife Blur                                                                             |                                                     |          |
| Things Can Only Get Better D:Ream | 9                                                   | Live at the BBC The Beatles                                                               |                                                     |          |
| The Sign Ace of Base | 10                                                  | The Three Tenors in Concert 1994 The Three Tenors with Orchestra conducted by Zubin Mehta |                                                     |          |